# Eaton Corporation
Eaton Corporation er et amerikansk-irsk industriselskab med hovedkvarter i Dublin, Irland og i Cleveland, Ohio. Eaton udvikler og producerer komponenter til hydraulik, elektriske systemer, bilindustri og flyindustri. Eaton havde i 2022 91.924 ansatte og en omsætning på 20,75 mia. USD.